# Universidade Lusíada do Porto
De Universidade Lusíada do Porto is een particuliere universiteit in de Portugese stad Porto, is gesticht in 1989 en is eigendom van de Fundação Minerva en heeft vier onderdelen:
- Faculdade de Arquitectura e Artes da Universidade Lusíada do Porto (FAAULP, Faculteit Architectuur en Design van de Lusíada Universiteit van Porto)
- Faculdade de Direito da Universidade Lusíada do Porto (FDULP, Faculteit Rechten van de Lusíada Universiteit van Porto)
- Faculdade de Ciências da Economia e da Empresa da Universidade Lusíada do Porto (FCEEULP, Faculteit Economische Wetenschappen van de Lusíada Universiteit van Porto)
- Instituto de Psicologia e Ciências da Educação da Universidade Lusíada do Porto (IPCEULP, Instituut voor Psychologie en Pedagogiek van de Lusíada Universiteit van Porto)

De Universidade Lusíada do Porto is gevestigd in het voormalige Hospital Rodrigues Semide in de Rua Dr. Lopo de Carvalho maar verwacht in 2016 te verhuizen naar een nieuwe campus aan de Rua de Moçambique. De universiteit heeft ongeveer 235 docenten en 3400 studenten.